# Sân bay Embraer Unidade Gavião Peixoto
Sân bay Embraer Unidade Gavião Peixoto (IATA: N/A, ICAO: SBGP) là một sân bay tư nhân ở gần Gavião Peixoto, São Paulo, Brasil. Đường băng 02/20 là đường băng sân bay sử dụng công cộng dài nhất ở châu Mỹ và dài thứ 3 trên thế giới.
Sân bay này được dùng cho máy bay dân dụng và quân sự của Embraer.